# Dale (Petite-Pologne)
Pour les articles homonymes, voir Dale.
Dale est une localité polonaise de la gmina de Racławice, située dans le powiat de Miechów en voïvodie de Petite-Pologne.